# Lituània als Jocs Olímpics
Lituània, després de declarar la restauració de la independència de l'Imperi Rus el 1918, va enviar per primera vegada els seus atletes als Jocs Olímpics d'Estiu de 1924 a París. En un primer moment es va considerar enviar 33 atletes, però després es va decidir limitar la delegació a 13 jugadors de futbol i 2 ciclistes. Els futbolistes van arribar a París solament un dia abans del que estava prevista la seva participació. Lituània va debutar en els Jocs Olímpics el 25 de maig 1924 a les 14:40 (hora de París), quan va començar el partit entre Lituània i Suïssa. Lituània va perdre per 9-0 (4-0). Els ciclistes no van poder acabar els 188 km de cursa a causa de dificultats tècniques.
Als Jocs Olímpics d'Estiu de 1928 va tenir 12 representants en 4 esports: 2 boxejadors, 4 ciclistes, 5 en atletisme i un aixecador de pesos. Juozas Vinča va aconseguir els millors resultats en boxa.
Als Jocs Olímpics d'Estiu de 1932 a Los Angeles (Califòrnia), Lituània no va participar-hi a causa de les dificultats econòmiques i les controvèrsies polítiques al voltant del Comitè Olímpic Nacional. Als Jocs Olímpics d'estiu de l'any 1936 de Berlín, Lituània no va ser invitada per Alemanya, a causa dels problemes amb la regió  Memelland / Klaipeda. El 1940 i en perdre la seva independència, després de la guerra els lituans van participar en els jocs olímpics amb l'equip de la Unió Soviètica. Entre 1952 a 1988, 86 lituans van participar en els Jocs Olímpics i van guanyar 60 medalles –57 en els Jocs Olímpics d'estiu i 3 en els d'hivern–.
Després de declarar la seva independència el 1990, Lituània ha participat en tots els Jocs Olímpics convocats.

## Medalles
| Jocs Olímpics  | Or | Argent | Bronze | Total |
| París 1924     | 0  | 0      | 0      | 0     |
| Amsterdam 1928 | 0  | 0      | 0      | 0     |
| Barcelona 1992 | 1  | 0      | 1      | 2     |
| Atlanta 1996   | 0  | 0      | 1      | 1     |
| Sydney 2000    | 2  | 0      | 3      | 5     |
| Atenes 2004    | 1  | 2      | 0      | 3     |
| Pequín 2008    | 0  | 2      | 3      | 5     |
| Londres 2012   | 2  | 1      | 2      | 5     |
| Total          | 6  | 5      | 10     | 21    |

## Medalles per esport
| Esport          | Or | Argent | Bronze | Total |
| Atletisme       | 3  | 1      | 1      | 5     |
| Pentatló modern | 1  | 2      | 1      | 4     |
| Tir             | 1  | 0      | 0      | 1     |
| Natació         | 1  | 0      | 0      | 1     |
| Piragüisme      | 0  | 1      | 0      | 1     |
| Vela            | 0  | 1      | 0      | 1     |
| Bàsquet         | 0  | 0      | 3      | 3     |
| Vela            | 0  | 0      | 2      | 2     |
| Boxa            | 0  | 0      | 1      | 1     |
| Ciclisme        | 0  | 0      | 1      | 1     |
| Rem             | 0  | 0      | 1      | 1     |
| Total           | 6  | 5      | 10     | 21    |